# Oggetti non stellari nella costellazione del Tucano
Principali oggetti non stellari visibili nella costellazione del Tucano.

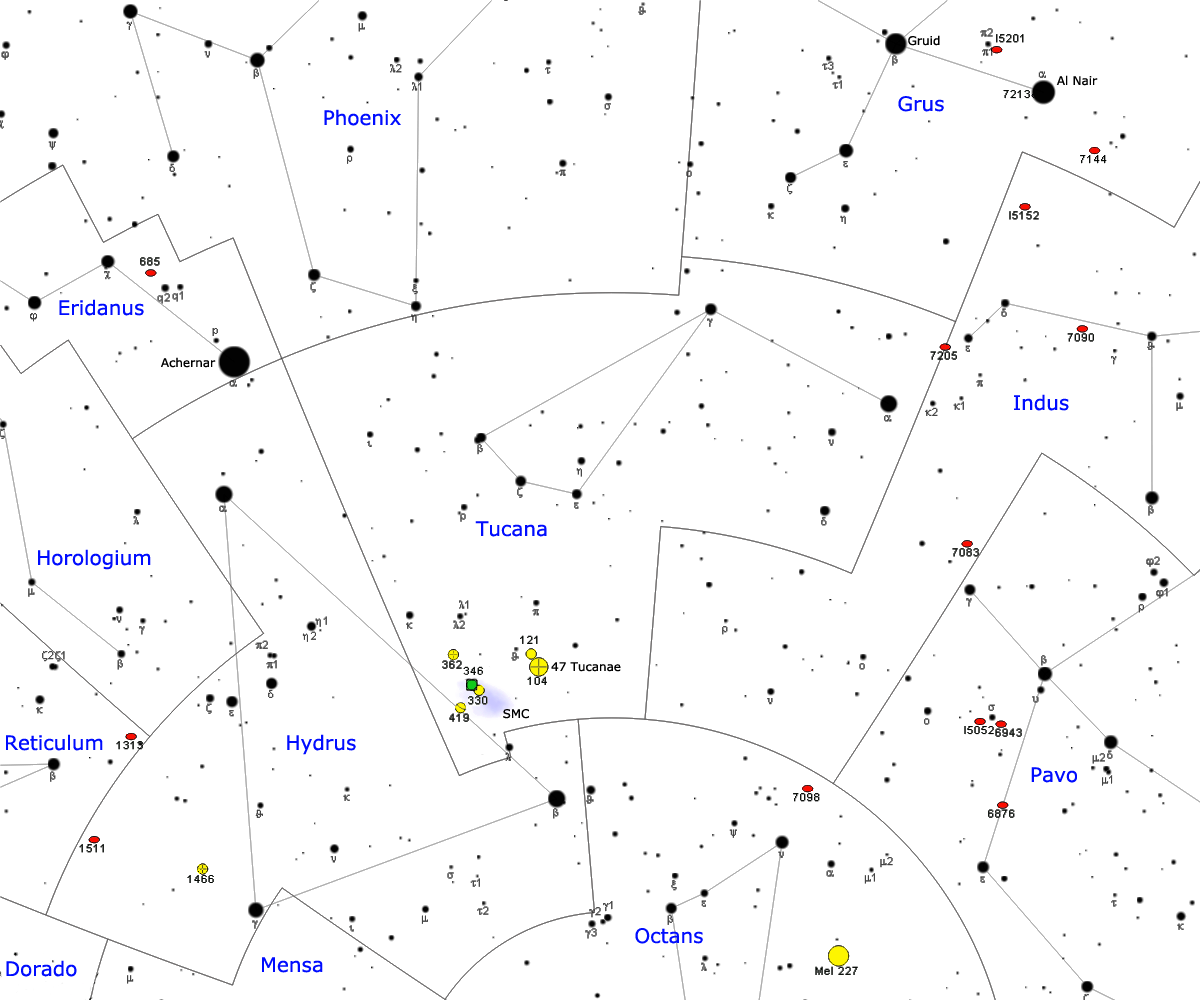
Mappa della costellazione del Tucano.

## Ammassi globulari
- 47 Tucanae
- NGC 121
- NGC 362

## Galassie
- ESO 148-2
- Galassia nana del Tucano
- IRAS F00183-7111
- NGC 7205
- NGC 7329
- Piccola Nube di Magellano

### Nella Piccola Nube di Magellano

#### Ammassi aperti
- NGC 152
- NGC 176
- NGC 220
- NGC 222
- NGC 231
- NGC 241
- NGC 242
- NGC 256
- NGC 261
- NGC 265
- NGC 267
- NGC 269
- NGC 290
- NGC 294
- NGC 299
- NGC 346
- NGC 371

#### Nebulose a emissione
- NGC 248
- NGC 249
- NGC 261